# Бычков, Сергей Анатольевич (политик)
Бычко́в Серге́й Анато́льевич (род. 21 июля 1961, Днепропетровск) — украинский политик и общественный деятель. Народный депутат Украины IV и V созывов. Глава Всеукраинской общественной организации «Сильная Украина».

## Биография
По образованию — инженер-строитель.
Заслуженный строитель Украины.
Действительный член Академии строительства Украины.
Воинское звание — полковник.
Родился 21 июля 1961 г. в Днепропетровске.
- В 1983 г. закончил Днепропетровский инженерно-строительный институт по специальности «Промышленное и гражданское строительство» и получил квалификацию «Инженер-строитель».
- В 1997 г. получил второе высшее образование в Национальной юридической академии им. Ярослава Мудрого (г. Харьков, специальность «Правоведение», квалификация «Юрист»).
- В 2003 г. закончил Национальную академию государственного управления при Президенте Украины за специальностью «Государственное управление» и получил квалификацию «Магистр государственного управления».

Занимается научной деятельностью в Днепропетровском национальном университете железнодорожного транспорта имени академика В.Лазаряна. Имеет свыше 70 опубликованных научных работ.
- В 1983—1985 гг. проходил службу в Вооруженных Силах СССР на должности начальника СМУ № 4335 воинской части 63220 Краснознаменного Закавказского военного округа Вооруженных Сил СССР.

Производственную деятельность начал с должности мастера (1985 г.), производителя работ (1988 г.) и дорос до главы Рады объединения «Днепргорстрой».
- С июня по октябрь 1987 г. принимал участие в ликвидации последствий аварии на ЧАЭС на должности командира инженерно-саперной роты воинской части № 53893 Краснознаменного Киевского военного округа Вооруженных Сил СССР в составе оперативной группы особой зоны.

## Государственная деятельность
- В 1990 г. избран депутатом Жовтневого районного совета г. Днепропетровск. Возглавил финансово-экономический комитет совета.
- В 1991 г. избран Первым заместителем председателя исполкома Жовтневого районного совета г. Днепропетровск.
- В 1994 г. избран Главой Жовтневого районного совета г. Днепропетровск.
- В 1998 г. вторично избран Главой Жовтневого районного совета г. Днепропетровск.
- В 2000 г. назначен на должность заместителя Председателя Днепропетровской областной государственной администрации.

С 1990 года на пять сроков (1990, 1994, 1998, 2002, 2006 гг.) избирался депутатом местных советов (Жовтневого районного совета г. Днепропетровск и Днепропетровского областного совета).
- В марте 2002 года избран народным депутатом Украины IV созыва.
- В июне 2002 года избран заместителем Председателя Комитета Верховной Рады Украины по иностранным делам.

В период работы Верховной Рады Украины IV созыва работал на должности заместителя Председателя Комитета Верховной Рады Украины по иностранным делам, был Сопредседателем Парламентской ассамблеи Украины и Республики Польша, Вице-главой Парламентской ассамблеи Украины и Литовской Республики, а также членом Парламентской ассамблеи НАТО, Ассамблеи Западноевропейского союза и Парламентской ассамблеи ГУАМ. Был избран руководителем депутатской группы Верховной Рады Украины по межпарламентским связям с Королевством Испания и членом многих других парламентских групп дружбы.
Стал автором 57 законопроектов, среди которых проекты, которые касаются вопросов государственной безопасности, внешней политики Украины, государственного строительства и местного самоуправления, а также те, что направлены на развитие региональной политики, усовершенствование финансовой и банковской деятельности, развития системы образования на Украине и усиление социальных гарантий для наименее защищенных слоев населения.
- В 2006 г. был избран народным депутатом Украины V созыва.
- В октябре 2006 г. избран членом Украинской части Комитета по парламентскому сотрудничеству между Украиной и Европейским Союзом, руководителем депутатской группы Верховной Рады Украины по межпарламентским связям с Королевством Испания, сопредседателем — с Республикой Польша, Великобританией, членом групп — с Соединенными Штатами Америки, Португалией, Венгерской Республикой, Литовской Республикой, Федеративной Республикой Германия.
- В ноябре 2006 г. избран заместителем Руководителя Украинской части Межпарламентской ассамблеи Украины и Республики Польша.

## Общественная деятельность
- Глава Всеукраинской общественной организации «Сильная Украина».
- Глава Координационного совета Института международных исследований процессов интеграции и глобализации.
- Глава Наблюдательного совета благотворительного фонда «Духовное возрождение».
- Глава Днепропетровской областной общественной организации «Днепряне».
- Член Высшего Академического Совета общенациональной программы Украины «Человек года».

## Награды
- Орден «За заслуги» (Украина) II и III степени.
- Офицерский крест Ордена «За заслуги перед Литвой» (13 ноября 2006 года, Литва)[1].
- Медаль «За отличие в воинской службе» І степени.
- Медаль «70 лет Вооружённых Сил СССР».
- Медаль «Защитнику Отчизны».
- Медаль Жукова.
- Медаль «За боевые заслуги».
- Орден Преподобного Ильи Муромца III степени.